# Jardin d'amour à la cour de Philippe le Bon
Jardin d'amour à la cour de Philippe le Bon ou Fête champêtre à la cour de Philippe le Bon est un tableau du milieu du XVIe siècle conservé au Musée national des châteaux de Versailles et de Trianon sous le numéro d'inventaire MV 5423. Il pourrait être la copie directe ou indirecte d'un original perdu du XVe siècle réalisé par Jan van Eyck ou par un autre maître de l'entourage du duc de Bourgogne Philippe le Bon.
Une autre version, plus tardive (XVIIe siècle) est conservée au Musée des Beaux-Arts de Dijon sous le numéro d'inventaire 3981.

## Description
Le tableau, peint à l'huile sur toile puis marouflé sur un panneau de bois, est de format vertical. Il mesure 163 cm de haut sur 119,5 cm de large.
Sur les deux tiers inférieurs de l'image, on voit, disposés sur deux registres, une soixantaine de personnages vêtus de blanc et à la mode de la fin du Moyen Âge. Ils discutent ou se tiennent par la main sur une pelouse ou une prairie clairsemée d'arbustes. Plusieurs de ces personnages ont un faucon au poing, à l'image du personnage accoudé à une table au centre. Outre ces oiseaux, la présence de chiens et de chevaux souligne le thème cynégétique de l’œuvre, la chasse étant le privilège de la noblesse ainsi qu'un symbole de la séduction dans la culture courtoise. Une scène de chasse occupe également le coin supérieur droit du tableau.
Presque tous les hommes représentés sur le tableau portent l'écuelle, caractéristique de la première moitié du XVe siècle. Femmes et hommes, nobles et serviteurs, sont tous vêtus de blanc. Le seul personnage dérogeant à ce code vestimentaire est le fou, visible dans le coin inférieur droit. Vêtu de rouge, il est doté d'un profil grotesque et tient une sorte de marotte. À gauche du registre central, on voit un trio de musiciens. Un drapeau attaché à l'un de leurs instruments arbore les armes des ducs de Bourgogne.
Dans le centre du tiers supérieur du tableau, on voit un étang sur lequel s'élève une curieuse bâtisse construite sur pilotis. Dans le coin supérieur gauche, un village et ses environs semblent être le théâtre d'une scène de bataille. Le paysage en arrière-plan est typique de l'art du milieu du XVIe siècle.

## Histoire
À la fin du XIXe siècle, le tableau se trouvait à Mannheim dans la collection de M. Maas. Signalée par le conservateur du musée de Carlsruhe à Paul Leprieur, conservateur adjoint au musée du Louvre, l’œuvre fut acquise par ce dernier pour le compte des Musées nationaux en 1897. Elle rejoignit ainsi les collections versaillaises le 28 septembre 1898.

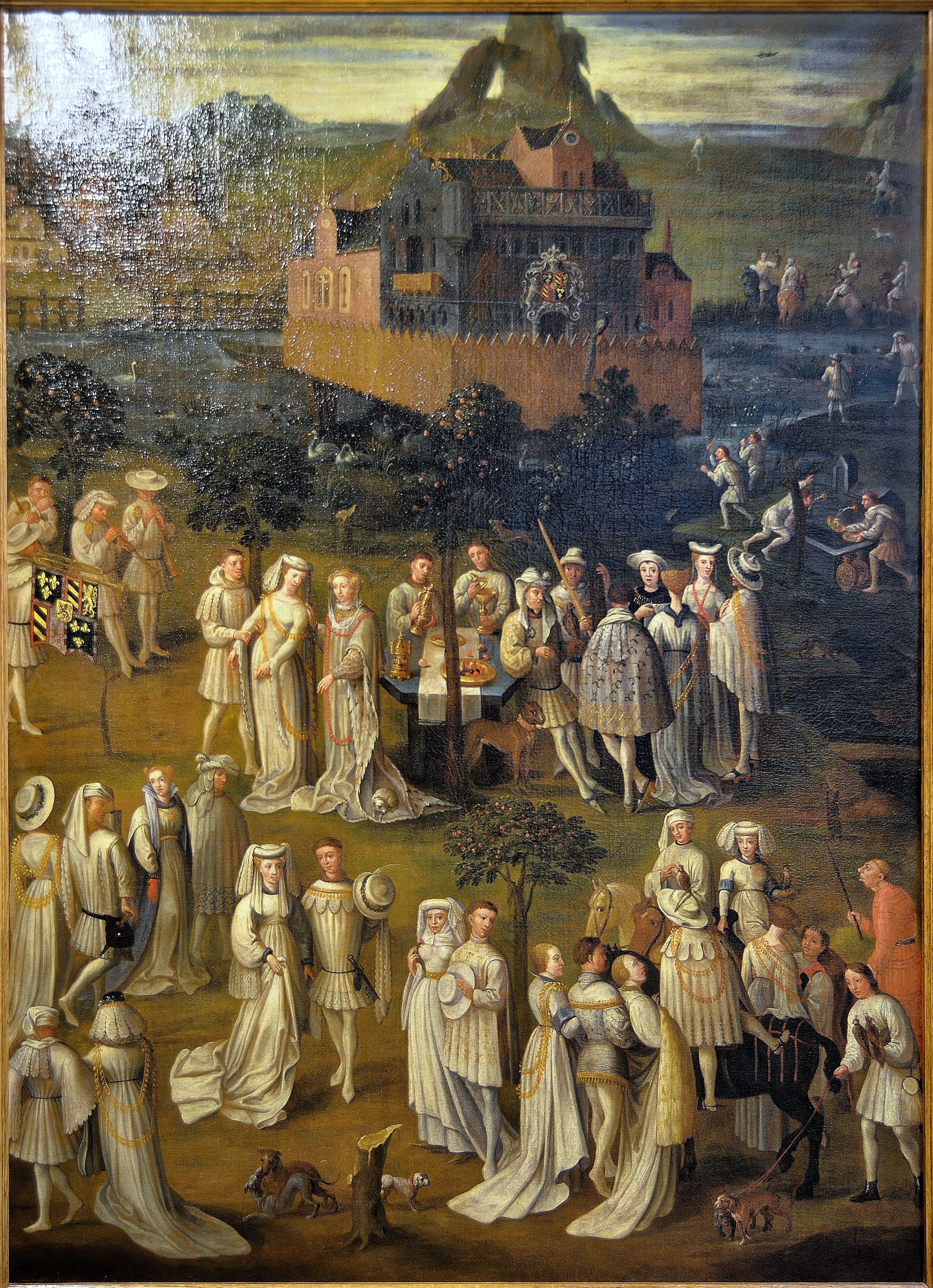
Version de Dijon (XVII).

Le musée possédait depuis 1844 une autre version du même tableau, issue de la collection de M. Despaux et que l'on disait, probablement à tort, provenir de la collection Gaignières. Cette toile, plus récente que celle de Mannheim et jugée inférieure à celle-ci, a dès lors été mise en dépôt en province, d'abord au château d'Azay-le-Rideau puis au Musée des Beaux-Arts de Dijon depuis 1951.

## Interprétations
En 1911, Louise Roblot-Delondre a rapproché le tableau de Versailles de la description, faite en 1582 par Gonzalo Argote de Molina, d'un panneau encastré sur la cheminée du salon d'honneur du palais du Pardo, près de Madrid : « Sur la cheminée est encastré un panneau de bois peint où se voit figuré le grand duc de Bourgogne Charles qui va à la chasse avec la duchesse, ses dames et ses cavaliers, tous vêtus de blanc, portant d'étranges costumes et ornements, à la mode de ces pays-là ».

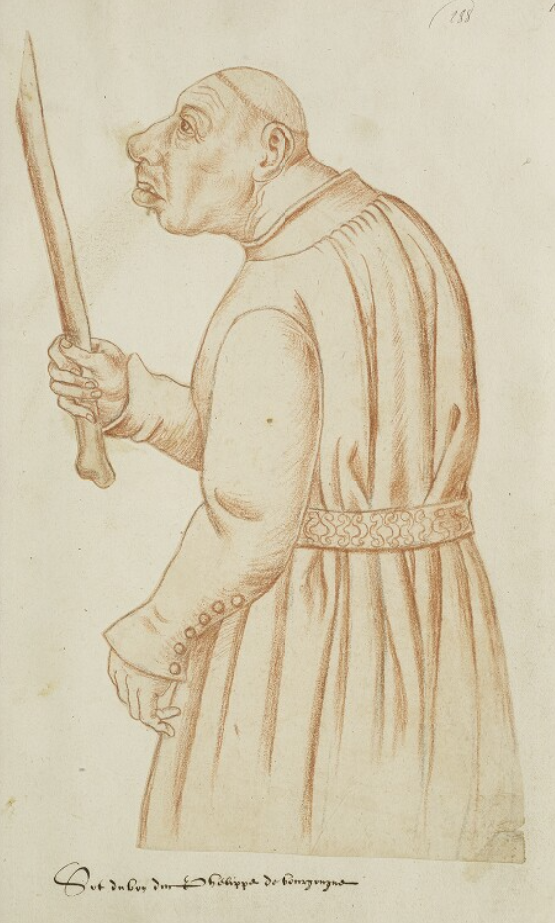
Fou de Philippe de Bourgogne (Recueil d'Arras, fo 288).

La même historienne a reconnu, dans le détail du fou vêtu de rouge, le personnage du fo 288 du Recueil d'Arras, où il est annoté ainsi : « Sot du bon duc Phelippe de Bourgongne ». Le duc représenté n'est donc pas Charles le Téméraire, comme l'a écrit Argote de Molina, mais plutôt Philippe le Bon, duc de Bourgogne de 1419 à 1467.
Considérant à raison que l’œuvre de Versailles est la copie d'une œuvre perdue du XVe siècle, Louise Roblot-Delondre a essayé de résoudre la contradiction apparente entre les tenues des personnages, caractéristiques de la mode des années 1415-1424, et la présence, sur le drapeau attaché à l'instrument d'un musicien, du grand écu de Bourgogne (avec les lions de Brabant et de Limbourg), adopté seulement en 1430 par Philippe le Bon. Selon elle, cet anachronisme serait le fait de Charles Quint, commanditaire de la copie versaillaise, qui aurait exigé que le blason du duc de Bourgogne y soit mis à jour.
Louise Roblot-Delondre attribue l'original perdu à l'entourage ou à l'école de Jan van Eyck. Dans les années 1930, Paul Post et Charles de Tolnay proposent de l'attribuer au maître lui-même.
En 1977, Robert Mullaly a interprété la scène comme un épisode des festivités organisées à L'Écluse en marge du mariage de Philippe le Bon avec Isabelle de Portugal, entre les derniers jours de l'année 1429 ou les premiers de la suivante. Selon le même auteur, la scène de bataille du coin supérieur gauche ferait allusion à la répression, par les troupes ducales, de la révolte de la châtellenie de Cassel, en janvier 1431.
En 1985, un autre événement de 1431 a été proposé par Anne Hagopian-van Buren. Il s'agirait, selon elle, d'une fête relative au mariage, le 28 mai, d'André de Toulongeon, chambellan et conseiller de duc, avec Jacqueline de La Trémoïlle, demoiselle de compagnie de la duchesse. Le lieu représenté serait le parc du château d'Hesdin, dont la « loge sur l'eau », connue par des documents d'archives, pourrait correspondre au bâtiment sur pilotis visible dans la partie supérieure du tableau. Selon Anne Hagopian-van Buren, le tableau de Versailles, peint dans les années 1560 par un artiste de l'école anversoise, serait la copie d'une tapisserie ou d'un carton de tapisserie réalisé sous la direction du peintre de la cour ducale, le célèbre Jan van Eyck, dont la présence à Hesdin, aux côtés de Philippe de Bourgogne et de Toulongeon, est attestée en juin 1431.
En 1985 également, Jean-Bernard de Vaivre nuance les conclusions des études précédentes et renonce à identifier un quelconque lieu, événement ou personnage précis dans une œuvre qui, selon lui, ne représente pas forcément une fête nuptiale. Son modèle perdu serait plutôt un « jardin d'amour » (ou « cour d'amour ») peint vers 1415 par un artiste « d'entre Flandre et Rhin » et lui-même inspiré par un modèle italien des années 1407. À l'appui de cette dernière proposition, Jean-Bernard de Vaivre mentionne certaines similitudes avec les fresques de la Torre Aquila du Château du Bon-Conseil à Trente. Selon le même auteur, les armes des ducs de Bourgogne, qui ont suscité tant de spéculations, pourraient n'être qu'un ajout du copiste du siècle suivant et auraient donc été absentes de l’œuvre d'origine.
Jean-Bernard de Vaivre rapproche le tableau de Versailles d'une autre composition longtemps considérée comme le reflet d'une œuvre de Van Eyck, à savoir le dessin du Musée du Louvre représentant une partie de pêche (département des Arts graphiques, inv. 20674). Là aussi, il s'agirait plutôt de la copie d'une œuvre antérieure à la production du maître flamand.

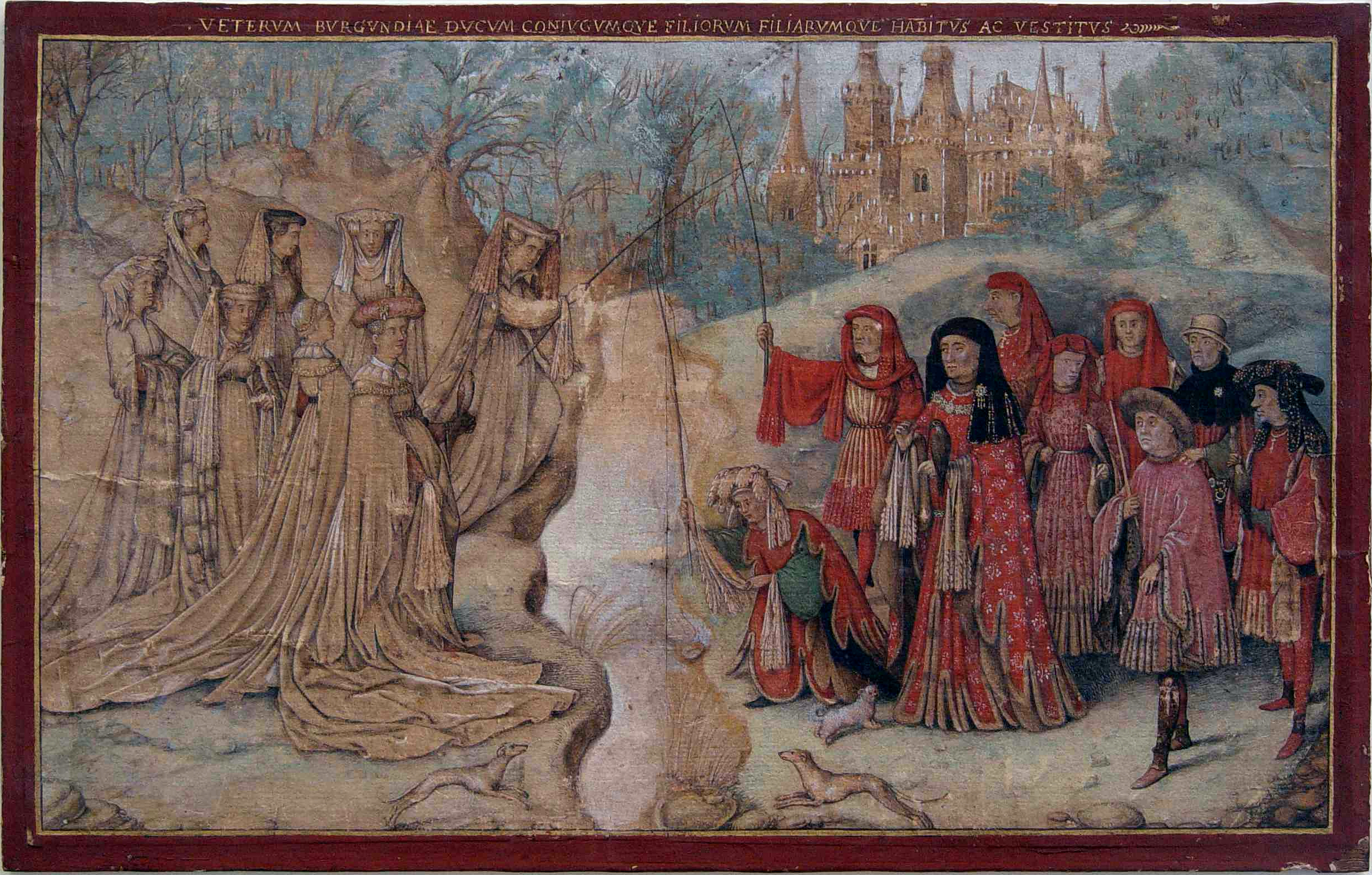
Une partie de pêche (Louvre, département des Arts graphiques, inv. 20674).
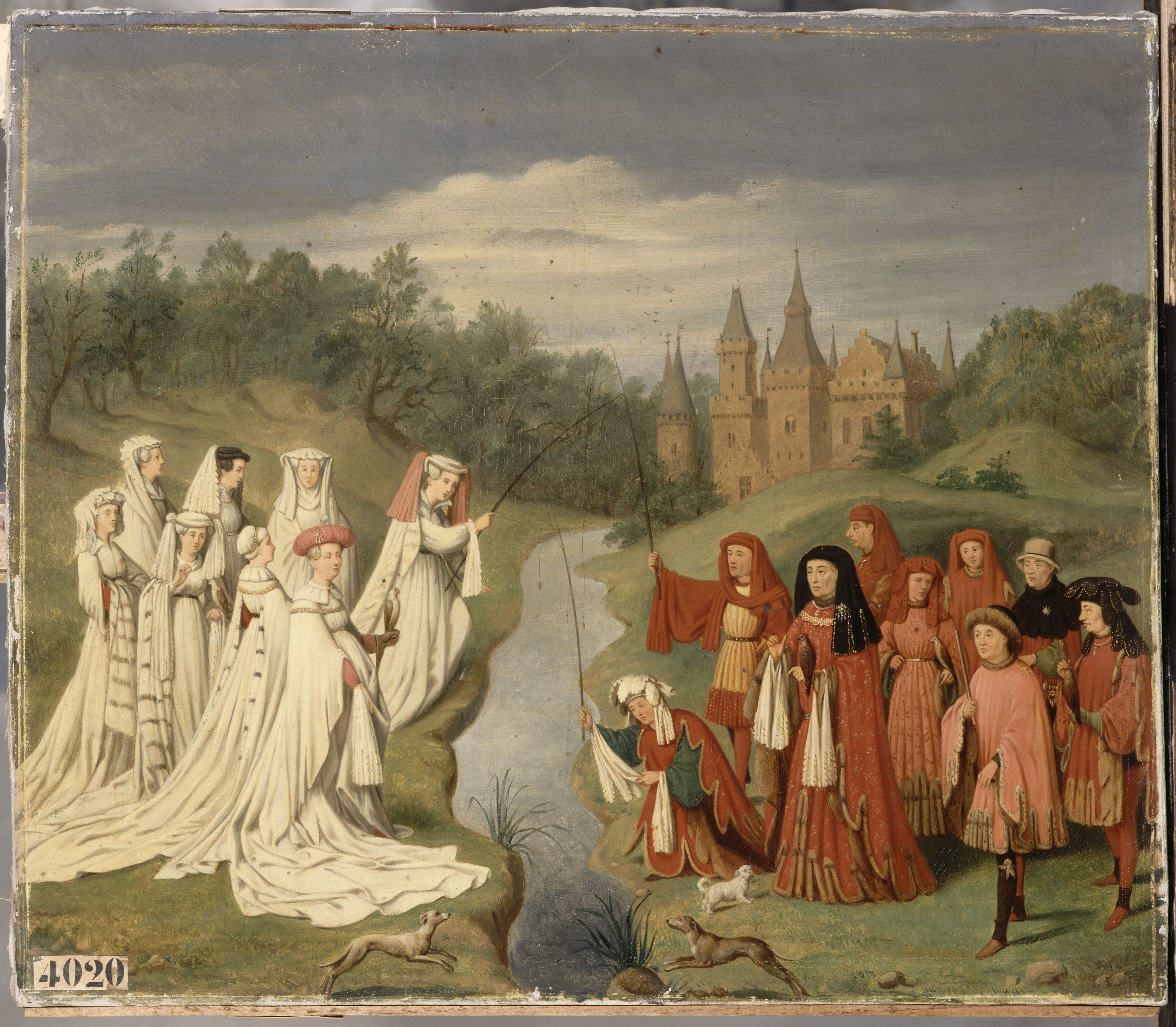
Copie par Charles Alexandre Debacq, 1840-1841, Versailles (MV 4020).

Dès 2011, Reindert L. Falkenburg a établi un lien entre la composition de ce « jardin d'amour » et celle du Jardin des délices de Jérôme Bosch (vers 1498-1500), qui en constitue une subversion.